# Marchena (Murcia)
Marchena es una pedanía del municipio de Lorca, en la Región de Murcia, España. Situada en las tierras de regadío del Valle del Guadalentín: Wad–al–littin (río de fango y lodo) limita con otras pedanías lorquinas como Pulgara, Cazalla, Aguaderas, Hinójar, La Hoya y Tercia. Se extiende por la margen derecha del río desde unos 3 kilómetros aguas abajo de la localidad de Lorca hasta casi los Tollos del Secano. Su población de más de 1500 habitantes está diseminada en sus más de 21 km².

## Historia
En una pequeña alquería de esta pedanía lorquina dice la tradición que pudo haber vivido, a finales del siglo XI, algún poeta árabe de la corte del rey Al-Mutamid de Sevilla. El 14 de noviembre de 1927, el guitarrista Narciso Yepes nace en la Casa de los Mojinos, alquería situada entre el riego del Serval y el riego del Torrejón. 
En cuanto a las manifestaciones de tradición oral, se cuentan las leyendas de El tío Saín, que merodeó mucho tiempo por la sierra de la Almenara en los años cuarenta y cincuenta del pasado siglo y Los cuescos de la Condomina y La langosta de oro, que hacen referencia a la presencia de la cultura arabo-islámica durante los siglos XI y XII por estos lugares.
Sobre el año 2010, se comenzó a gestar un pequeño foco de población en el entorno de la Cruz de los Caminos y Santa Gertrudis con viviendas de nueva construcción. La zona cuenta con varios tipos de equipamientos como una farmacia, colegio, ambulatorio, ermita, local social, etc.

## Economía
Es una zona agrícola y ganadera. Predominan los cultivos de huerta. Destaca, sobre todo, la producción de alcachofa que ha ido relegando los demás productos de huerta. Prácticamente la pedanía está salpicada de olivos; que satisface de aceitunas y aceite las necesidades propias.

## Parajes y lugares de interés
- Santa Gertrudis
- La Condomina
- El Cojo Pérez
- La Cruz de los Caminos
- El Torrejón
- Vereda de la Casilla
- Plantones de Mata
- Casa Laviz
- Camino Hondo.

## Transporte

### En autobús
Presta servicio la siguiente línea urbana:
| Línea | Recorrido               | Operador |
| ----- | ----------------------- | -------- |
| 7     | Óvalo - Tercia/Marchena | Limusa   |